# École nationale des ponts et chaussées
École nationale des ponts et chaussées (ENPC, École des Ponts ParisTech), fondată în 1747, este o universitate tehnică de stat din Champs-sur-Marne (Franța).

## Secții
- Master

Domeniu: Inginerie 
- Doctorat

Domeniu: Inginerie Mecanică, Inginerie Civilă
- Mastère Spécialisé
- Executive MBA aviație (în parteneriat cu École nationale de l'aviation civile)[2][3]
- Doctor.

## Absolvenți renumiți
- Augustin Louis Cauchy, matematician francez
- Claude-Louis Navier, om de știință francez, matematician, fizician și inginer, specializat în mecanică
- Jean Tirole, economist influent
- Gogu Constantinescu, om de stiinta de origine romana